# Festiwal Zaczarowanej Piosenki

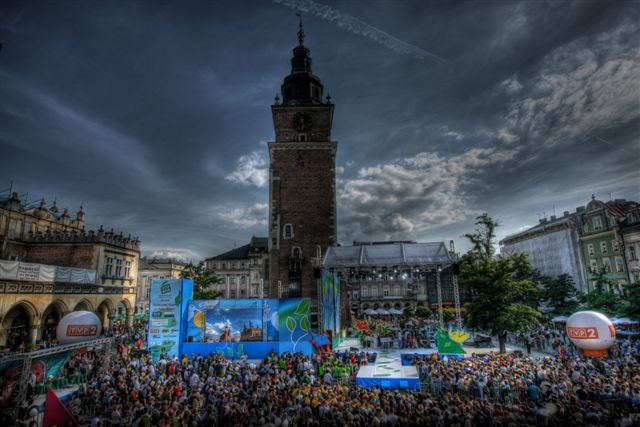
Rynek Główny w Krakowie w czasie festiwalu (czerwiec 2008)

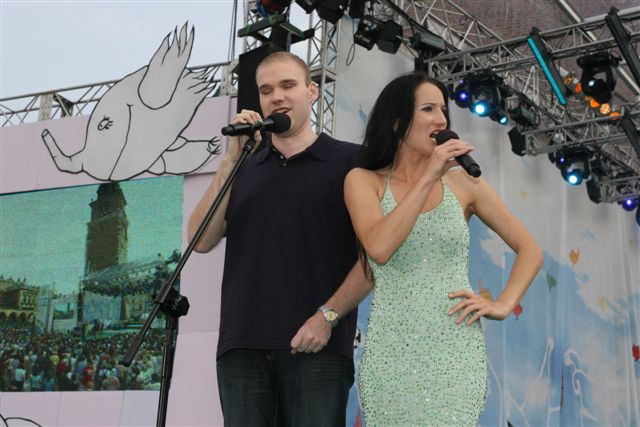
Laureat 3. Festiwalu Zaczarowanej Piosenki im. Marka Grechuty, niewidomy od urodzenia Łukasz Żelechowski śpiewa w duecie z Justyną Steczkowską

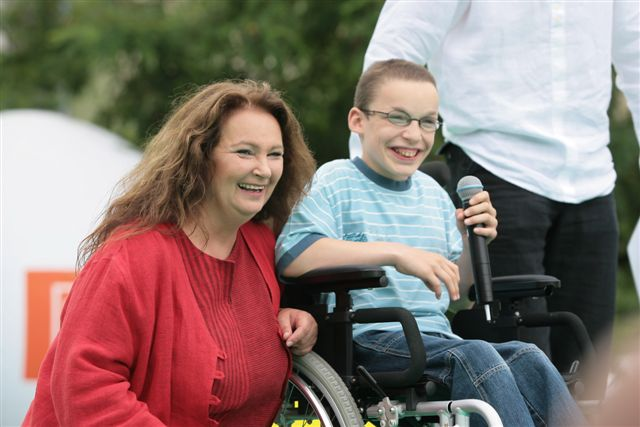
Anna Dymna z jednym z finalistów festiwalu

Festiwal Zaczarowanej Piosenki – organizowany w latach 2005–2019, 2021 oraz od 2025 konkurs wokalny dla uzdolnionych osób niepełnosprawnych. W latach 2005–2021 koncert finałowy w 2 częściach w telewizji – kategoria dzieci i dorośli emitowała w latach 2005–2019 oraz od 2025 TVP2, a w 2021 TVP1.

## Historia
Pomysłodawcami organizowanego w latach 2005–2021 Festiwalu Zaczarowanej Piosenki im. Marka Grechuty są Anna Dymna, Mateusz Dzieduszycki i Marta Kądziela. Współorganizatorami festiwalu są Fundacja Anny Dymnej „Mimo Wszystko”, Narodowym Centrum Kultury i Telewizją Polską S.A., przy udziale finansowym Państwowego Funduszu Rehabilitacji Osób Niepełnosprawnych, Ministerstwa Kultury oraz Fundacji im. Leopolda Kronenberga. Finał imprezy (pierwszy odbył się 5 czerwca 2005) ma miejsce na krakowskim Rynku Głównym, w ramach Ogólnopolskich Dni Integracji Zwyciężać mimo wszystko.

## Patron
Od 2006 do 2015 roku konkurs nosił imię Marka Grechuty. W latach 2006–2021 corocznym jurorem koncertu finałowego była Danuta Grechutowa, wdowa po patronie festiwalu. W roku 2007 stały, honorowy patronat objął nad nim Prezydent Rzeczypospolitej Polskiej. Od pierwszej edycji festiwalu jego duchową patronką jest Irena Santor.

## Jury
Półfinalistów i finalistów konkursu zasiada profesjonalne jury (zasiadali w nim m.in.: Magda Umer, Elżbieta Zapendowska, Maria Szabłowska, Ewa Błaszczyk, Jacek Cygan, Jan Kanty Pawluśkiewicz, Zbigniew Preisner, Zbigniew Hołdys, Krzysztof Szewczyk, Janusz Stokłosa, Robert Leszczyński). Autorem projektu logo festiwalu był Mariusz Wilczyński, scenografią koncertów zajmował się Marcin Pietuch.

## Uczestnicy
Podczas koncertów finałowych niepełnosprawnych wokalistów wspierali gwiazdy polskiej estrady. W ciągu dotychczasowych edycji festiwalu w ich gronie znaleźli się m.in. Ewa Bem, Edyta Górniak, Anna Maria Jopek, Krystyna Prońko, Hanna Banaszak, Edyta Bartosiewicz, Katarzyna Nosowska, Ewelina Flinta, Grzegorz Turnau, Grzegorz Markowski, Paweł Kukiz, Andrzej Sikorowski, Zbigniew Wodecki, Budka Suflera, Ania Rusowicz, Ralph Kaminski, Agnieszka Chylińska, Alicja Szemplińska, Michał Bajor.
Zwycięzcy konkursu otrzymali statuetki Zaczarowanego Ptaszka oraz stypendia (1. miejsce – 24000 zł, 2. miejsce – 10000 zł, 3. miejsce – 5000 zł). Dla finalistów organizowane były także specjalne, tygodniowe warsztaty wokalne, które corocznie poprzedzają koncert finałowy na krakowskim Rynku Głównym. W ich trakcie doskonaleniem emisji głosu oraz interpretacji utworów zajmowali się Joanna Lalek, Joanna Lewandowska-Zbudniewek, Marta Kuszakiewicz, Aurelia Stankiewicz i Radosław Labakhua Kiszewski, kierownik muzyczny konkursu. Podczas koncertu finałowego niepełnosprawnym artystom towarzyszy Grupa Kameleon Radosława Kiszewskiego. W chórkach wspierali ich Anna Ozner, Marta Mathea Radwan i Mateusz Wiśniewski. Koncerty emitowane przez TVP reżyserował Mateusz Dzieduszycki.
Każdą edycję konkursu wieńczyło spotkanie jego uczestników, towarzyszących im w trakcie finałów gwiazd oraz osób i instytucji, które wspierają imprezę, w warszawskiej siedzibie Telewizji Polskiej S.A. Nagradzani byli statuetkami Przyjaciela Zaczarowanego Ptaszka.

## Laureaci
Laureatami wszystkich edycji konkursu byli:
| Edycja | Laureaci kategoria dzieci                          | Laureaci kategoria dzieci                              | Laureaci kategoria dorosłych                  | Laureaci kategoria dorosłych                            |
| Edycja | Uczestnicy                                         | Piosenka                                               | Uczestnicy                                    | Piosenki                                                |
| ------ | -------------------------------------------------- | ------------------------------------------------------ | --------------------------------------------- | ------------------------------------------------------- |
| 1      | Daniel Zawodnik i Grzegorz Turnau                  | Naprawdę nie dzieje się nic                            | Wiesława Stolarczyk-Polniak i Grzegorz Turnau | Cichosza                                                |
| 1      | Julia Dzierżek i Michał Wiśniewski                 | A wszystko to, bo ciebie kocham                        | Marcin Tytko i Paweł Kukiz                    | O Hela!                                                 |
| 1      | Angela Wawrzyk i Anna Maria Jopek                  | Ale jestem                                             | Witold Dacz i Sylwia Wiśniewska               | Tylko raz                                               |
| 2      | Krzysztof Szymaszek i Monika Brodka                | Tańcz, głupia, tańcz i Ten                             | Łukasz Żelechowski i Justyna Steczkowska      | Czerwony pas i Śpiewaj Idl Mintl Fidl                   |
| 2      | Aleksandra Sobiech i Mieczysław Szcześniak         | Małgośka i Dumka na dwa serca                          | Paulina Gil i Edyta Górniak                   | Wielka woda i To nie ja!                                |
| 2      | Nikola Klepacz i Edyta Górniak                     | Radość o poranku i Kolorowy wiatr                      | Rafał Fusiek i Mieczysław Szcześniak          | Powstań, Panie mój i Prababcia                          |
| 3      | Karolina Sawka i Katarzyna Nosowska                | Śpij, bajki śnij i Teksański                           | Justyna Adamska i Artur Gadowski              | Wznieś serce nad zło i Nadzieja                         |
| 3      | Tomasz Kowalik, Grzegorz Turnau i Zbigniew Wodecki | Bracka i Znajdziesz mnie znowu                         | Dominik Strzelec i Kuba Sienkiewicz           | Tak bardzo się starałem i Człowiek z liściem na głowie  |
| 3      | Kamil Czeszel i Artur Gadowski                     | Dziwny jest ten świat i Szczęśliwego Nowego Yorku      | Katarzyna Nowak i Zbigniew Wodecki            | Zawsze tam, gdzie ty i Z tobą chcę oglądać świat        |
| 3      | Kamil Czeszel i Artur Gadowski                     | Dziwny jest ten świat i Szczęśliwego Nowego Yorku      | Grzegorz Dowgiałło i Katarzyna Nosowska       | Nana i Kochaj mnie mimo wszystko                        |
| 4      | Robert Rumak i Andrzej Sikorowski                  | Płonie stodoła i Nie przenoście nam stolicy do Krakowa | Dariusz Tabiś i Grzegorz Markowski            | List do M. i Chcemy być sobą                            |
| 4      | Zuzanna Osuchowska i Grzegorz Markowski            | Oczy tej małej i Kołysanka dla nieznajomej             | Elżbieta Kuzio i Halina Młynkowa              | Jest taki samotny dom i W kinie w Lublinie              |
| 4      | Zuzanna Osuchowska i Grzegorz Markowski            | Oczy tej małej i Kołysanka dla nieznajomej             | Agnieszka Łozińska i Andrzej Sikorowski       | Małe tęsknoty i Bardzo smutna piosenka retro            |
| 4      | Klaudia Mikina i Natalia Kukulska                  | O mnie się nie martw i Pół na pół                      | –                                             | –                                                       |
| 5      | Katarzyna Wachnik i Łukasz Zagrobelny              | Nie wierz mi, nie ufaj mi i Nie kłam, że kochasz mnie  | Marta Rogalska i Muniek Staszczyk             | Bo jo cię kocham i I love you                           |
| 5      | Agata Zakrzewska i Budka Suflera                   | Powrócisz tu i Takie tango                             | Kamil Czeszel i Krystyna Prońko               | Jednego serca i Jesteś lekiem na całe zło               |
| 5      | Grzegorz Batóg i Hanna Banaszak                    | Bananowy song i W moim magicznym domu                  | Mariusz Trzeciak i Ania Dąbrowska             | Zaczekam i Tego chciałam                                |
| 6      | Bartłomiej Martynów i Piotr Kupicha                | Kropla deszczu i Jak anioła głos                       | Przemysław Cackowski i Patrycja Markowska     | Mamona i Świat się pomylił                              |
| 6      | Michał K. Wiśniewski i Robert Gawliński            | Śpiewająco i Eli lama sabachtani                       | Wojciech Urban i Robert Gawliński             | Uciekaj, moje serce i Myślę, że nie stało się nic       |
| 6      | Klaudia Borczyk i Patrycja Markowska               | Daj mi znak i Jeszcze raz                              | Michał Becmer i Halina Frąckowiak             | Niepokonani i Serca gwiazd                              |
| 7      | Aleksandra Liske i Alicja Majewska                 | Życia mała garść i To nie sztuka wybudować nowy dom    | Krzysztof Szymaszek i Małgorzata Ostrowska    | Jak pięknie by mogło być i Mister of America            |
| 7      | Milena Wiśniewska i Maciej Miecznikowski           | Zawsze gdzieś czeka ktoś i Ta dziewczyna               | Agata Zakrzewska i Monika Kuszyńska           | To, co dał nam świat i Nowa rodzę się                   |
| 7      | Aleksandra Nykiel i Małgorzata Ostrowska           | Radość najpiękniejszych lat i Szklana pogoda           | Aneta Rudkowska i Alicja Majewska             | Dłoń i Odkryjemy miłość nieznaną                        |
| 8      | Wiktoria Smuga i Grażyna Łobaszewska               | Kto tak ładnie kradnie i Czas nas uczy pogody          | Klaudia Borczyk i Katarzyna Wilk)             | Co to jest czułość i Do kiedy jestem                    |
| 8      | Radosław Graczyk i Anna Wyszkoni                   | Nie zadzieraj nosa i Czy ten pan i pani?               | Krzysztof Sałapa Grażyna Łobaszewska          | Wschód słońca nad stadniną i Ołów                       |
| 8      | Magdalena Krzemińska i Łukasz Zagrobelny           | Pogoda na szczęście i Ja tu zostaję                    | Zuzanna Osuchowska i Pectus                   | Ludzkie gadanie i Oceany                                |
| 9      | Roland Świstek i Ryszard Rynkowski                 | Inny nie będę i Dziewczyny lubią brąz                  | Michał Ziomek i Grzegorz Turnau               | Nie budźcie marzeń ze snu i Naprawdę nie dzieje się nic |
| 9      | Ilona Kałuża i Katarzyna Groniec                   | Śpiewająco i Szyby                                     | Klaudia Skotarczak i Katarzyna Groniec        | Jaka róża, taki cierń i Jeżeli miłość jest              |
| 9      | Sandra Chorąży i Grzegorz Turnau                   | Jawa i Liryka                                          | Anna Rossa i Anna Ozner                       | Łatwopalni i I co z tego dziś masz                      |
| 10     | Amelia Dubanowska i Marek Piekarczyk               | Sing, Sing i Marsz wilków                              | Dariusz Buczek i Ernest Staniaszek            | Bal i Bohema                                            |
| 10     | Julia Bagińska i Ania Rusowicz                     | Nie ma jak pompa i Za daleko mieszkasz, miły           | Natalia Modzelewska i Ania Rusowicz           | W żółtych płomieniach liści i Ślepa miłość              |
| 10     | Aleksandra Orłowska i Ewa Bem                      | Oczy tej małej i Moje serce to jest muzyk              | Patrycja Nocuń i Mieczysław Szcześniak        | Uciekaj, moje serce i Twoja miłość                      |

### Tytuł Ambasadora Zaczarowanej Piosenki
| Rok  | Imię i nazwisko |
| ---- | --------------- |
| 2009 | Khoren Simonyan |